# Beschränkte Abbildung
Als eine beschränkte Abbildung oder eine beschränkte Funktion bezeichnet man in der Analysis und der Funktionalanalysis eine Abbildung, deren Bildmenge beschränkt ist. Beschränkte Abbildungen bilden einen normierten Vektorraum und enthalten viele weitere wichtige Mengen von Abbildungen wie die stetigen Funktionen mit kompaktem Träger oder die beschränkten stetigen Funktionen.
Der Begriff der beschränkten Abbildung ist abzugrenzen von dem der beschränkten linearen Abbildung. Für diese Klasse von Abbildungen ist lediglich das Bild beschränkter Teilmengen wiederum beschränkt.

## Definition
Allgemein heißt eine Abbildung
{\displaystyle f\colon X\to S}

Schematische Darstellung einer beschränkten (rot) und einer unbeschränkten Funktion (blau). Die Werte der beschränkten Funktion bleiben auf ihrem gesamten Definitionsbereich innerhalb der gestrichelten Linien. Die Werte der unbeschränkten Funktion gehen gegen unendlich.

beschränkt, wenn ihre Bildmenge {\displaystyle f(X)} beschränkt ist. Konkreter bedeutet dies:
- Ist {\displaystyle f} eine reellwertige Funktion oder eine komplexwertige Funktion, so entspricht dies

{\displaystyle \sup\{|f(x)|\;|\;x\in X\}<\infty }.
Es existiert dann eine reelle Zahl {\displaystyle M>0}, so dass {\displaystyle |f(x)|\leq M} für alle {\displaystyle x\in X} gilt. Anschaulich ist dann die Bildmenge der Funktion im reellwertigen Fall in einem endlichen Intervall oder im komplexwertigen Fall in einem in der komplexen Ebene liegenden Kreis enthalten.
- Ist {\displaystyle S} ein normierter Raum mit Norm {\displaystyle \|\cdot \|}, so entspricht dies

{\displaystyle \sup\{\|f(x)\|\;|\;x\in X\}<\infty }.
- Ist {\displaystyle S} ein metrischer Raum mit Metrik {\displaystyle d}, so entspricht dies

{\displaystyle \operatorname {diam} (f(X))=\sup\{d(f(x),f(y))\;|\;x,y\in X\}<\infty }.
Insbesondere werden keine Anforderungen an die Struktur der Definitionsmenge gestellt.
Die Menge aller beschränkten Abbildungen von {\displaystyle X} nach {\displaystyle S} wird mit {\displaystyle B(X;S)} bezeichnet oder mit {\displaystyle B(X)}, falls {\displaystyle S=\mathbb {C} } oder {\displaystyle S=\mathbb {R} } oder falls {\displaystyle S} aus dem Kontext ersichtlich ist.

## Beispiele
Beschränkte Folgen sind beschränkte Funktionen von {\displaystyle \mathbb {N} } nach beispielsweise {\displaystyle \mathbb {R} } oder einem allgemeinen metrischen Raum.
Die Sinusfunktion {\displaystyle f\colon \mathbb {R} \to \mathbb {R} ,\quad f(x):=\sin(x)} ist beschränkt, da {\displaystyle |{\sin(x)}|\leq 1} für alle {\displaystyle x\in \mathbb {R} } gilt.
Ist {\displaystyle f\colon [0,1]\to \mathbb {R} } eine stetige Funktion, so ist sie auch beschränkt. Denn als stetige Funktion auf dem Kompaktum {\displaystyle [0,1]} nimmt {\displaystyle f} ein Maximum und ein Minimum an und es gilt {\displaystyle f([0,1])\subseteq [\min f,\max f]}.
Das vorangehende Beispiel ist ein Spezialfall der folgenden Tatsache: Ist {\displaystyle K} ein kompakter topologischer Raum und {\displaystyle S} ein metrischer Raum, so ist jede stetige Abbildung beschränkt. Aufgrund der Stetigkeit existiert zu jedem Punkt {\displaystyle x\in K} ein {\displaystyle \varepsilon _{x}>0}, so dass die Inklusion 
{\displaystyle f(B_{\varepsilon _{x}}(x))\subset B_{1}(f(x))}
gilt. Die so definierte offene Überdeckung {\displaystyle (B_{\varepsilon _{x}}(x))_{x\in K}} besitzt aufgrund der Kompaktheit von {\displaystyle K} aber eine endliche Teilüberdeckung mit {\displaystyle (B_{\varepsilon _{x_{i}}}(x_{i}))_{i=1,\dots ,n}} und damit folgt
{\displaystyle f(K)\subset \bigcup _{i=1}^{n}B_{1}(f(x_{i}))}.
Also ist {\displaystyle f} beschränkt.
Ein Beispiel für eine unstetige beschränkte Funktion bildet die Dirichlet-Funktion.

## Struktur
Trägt {\displaystyle S} die Struktur eines Vektorraumes, so kann man die Addition und die Skalarmultiplikation in {\displaystyle B(X;S)} punktweise definieren, 
{\displaystyle (f+g)(x):=f(x)+g(x)} sowie {\displaystyle (\lambda f)(x):=\lambda f(x){\text{ für alle }}x\in X},
wodurch die Menge der beschränkten Abbildungen auf natürliche Weise zu einem Vektorraum wird.
Ist {\displaystyle S} ein normierter Raum, so lässt sich eine Norm auf {\displaystyle B(X;S)} erklären durch
{\displaystyle \|f\|_{B(X,S)}:=\sup _{x\in X}\|f(x)\|_{S}},
wobei {\displaystyle \|\cdot \|_{S}} die Norm auf {\displaystyle S} bezeichnet. Dies ist genau die Supremumsnorm, sie wird dementsprechend auch mit {\displaystyle \|\cdot \|_{\infty }} oder {\displaystyle \|\cdot \|_{\operatorname {sup} }} bezeichnet, wenn alle beteiligten Räume klar sind.
Ist außerdem {\displaystyle S} ein Banachraum, also vollständig, so ist auch {\displaystyle B(X;S)} ein Banachraum.
Ist {\displaystyle X} ein kompakter Raum, so ist jede stetige Abbildung beschränkt. Es gilt dann die Inklusion
{\displaystyle C(X,S)\subset B(X,S)}.
Ist {\displaystyle X} kompakt und {\displaystyle S} ein Banachraum, so bilden die stetigen Funktionen einen abgeschlossenen Unterraum der beschränkten Funktionen.
Wichtige Unterräume der beschränkten Abbildungen mit Werten in {\displaystyle \mathbb {K} } sind 
- die stetigen Funktionen mit kompaktem Träger {\displaystyle C_{c}(X)},
- die stetigen Funktionen, die im Unendlichen verschwinden {\displaystyle C_{0}(X)} und
- die beschränkten stetigen Funktionen {\displaystyle C_{b}(X)}.

Es gelten dann die Inklusionen
{\displaystyle B(X)\supset C_{b}(X)\supset C_{0}(X)\supset C_{c}(X)}.